# Kusza (serial telewizyjny)
Kusza (ang. Crossbow) – serial historyczny zrealizowany na motywach legend o kuszniku Wilhelmie Tellu.

## Obsada
- Will Lyman – William Tell (wszystkie 72 odcinki)[1]
- Anne Lonnberg – Katrina Tell (5)
- Dana Barron – Eleanor (58)
- Nick Brimble – Horst (48)
- Jeremy Clyde – starosta Hermann Gessler (72)
- David Barry Gray – Mathew Tell (72)
- Johnny Crawford(inne języki) – książę Ignatius (7)
- Valentine Pelka – Roland (6)
- Conrad Phillips – Stefan (13)
- Brian Blessed – Gaston (3)
- Brett Forrest – Grendel (3)
- Guy Rolfe – cesarz (22)
- Harry Carey Jr. – Mutino (3)
- Hans Meyer – Tyroll (41)
- John Otway – Conrad (30)
- Bertie Cortez – Ambrose (15)
- Bernard Spiege – Weevil (47)
- Melinda Mullins – Blade (6)
- Timothy Stark – książę Martin (6)
- Valérie Steffen – księżna Irena (7)
- Dominique Hulin – łowca głów (5)
- Peter Semler – kapitan straży (6)
- Robert Addie – brat Arris (4)
- Beatrice Conrad – Jamilla (4)
- Gia Sereni – Beatrice (5)
- Pierre Semmler – kapitan straży (4)
- Terence Conoley – skryba Mark (3)
- Robert Forster – Aymong (3)
- Guy Madison – Gerrish (3)
- Robert Pereno – komornik (3)
- Arne Gordon – brat Gregory (3)